# Epiphyllum grandilobum
Epiphyllum grandilobum, vrsta kaktusa iz Kostarike, Nikaragve i Paname.

## O uzgoju
- Preporučena temperatura:  10-12°C
- Tolerancija hladnoće:   ne podnosi hladnoću
- Minimalna temperatura: 12°C
- Izloženost suncu:  treba biti na svjetlu
- Potrebnost vode:   što je manje moguće vode ,treba dobru drenažu

## Sinonimi
- Epiphyllum gigas Woodson & Cutak
- Phyllocactus grandilobus F.A.C.Weber

## Vanjske poveznice
|  | Wikivrste imaju podatke o taksonu Epiphyllum grandilobum |